# Pontiac (Quebec)
A Regionalidade Municipal do Condado de Pontiac está situada na região de Outaouais na província canadense de Quebec. Com uma área de mais de doze mil quilómetros quadrados, tem, segundo dados de 2006, uma população de cerca de quatorze mil pessoas sendo comandada pelo município de Campbell's Bay. Ela é composta por 19 municipalidades: 15 municípios, 1 cantão, 2 aldeias e 1 território não organizado.

## Municipalidades

### Municípios
- Alleyn-et-Cawood
- Bristol
- Bryson
- Campbell's Bay
- Clarendon
- L'Isle-aux-Allumettes
- L'Île-du-Grand-Calumet
- Litchfield
- Mansfield-et-Pontefract
- Otter Lake
- Rapides-des-Joachims
- Shawville
- Sheenboro
- Thorne
- Waltham

### Cantão
- Chichester

### Aldeia
- Fort-Coulonge
- Portage-du-Fort

### Território não Organizado
- Lac-Nilgaut